# Training Season
«Training Season» (с англ. — «Время для тренировки») — песня британской певицы Дуа Липы, вышедшая 15 февраля 2024 года с помощью лейбла Warner Records в качестве второго сингла из готовящегося к выпуску третьего студийного альбома певицы. Премьера песни состоялась 4 февраля 2024 года на 66-й ежегодной церемонии вручения премии «Грэмми».

## История
Ранее в 2023 году Липа объявила, что её предстоящий третий студийный альбом выйдет где-то в 2024 году с новым звучанием, в котором она отходит от диско-звучания Future Nostalgia (2020), принимая больше психоделии 1970-х годов. После удаления всех своих постов в Instagram в октябре 2023 года Липа опубликовала фотографию себя с рыжими волосами с подписью «скучаешь по мне?». После сингла «Houdini» (2023) Липа планирует выпустить «Training Season» в качестве следующего сингла со своего грядущего альбома 15 февраля 2024 года. Ранее певица уже сообщала название песни через фотографию в Instagram, на которой она изображена в свитере с надписью «Training Season» во время репетиции. 24 января 2024 года Липа поделилась инструментальным фрагментом песни через WhatsApp. На следующий день она анонсировала сингл в своих социальных сетях. Песня была написана Липой вместе с Кэролайн Эйлин, Дэнни Л. Харлом, Тобиасом Джессо-младшим и Кевином Паркером, а продюсировали её последний и Харл.
25 января Липа поделилась тизером клипа на песню «Training Season» на TikTok. В песне, которую она придумала после неудачных свиданий, говорится о том, что она отвергает невыразительных ухажёров. В клипе Липа поёт: «Мне нужен кто-то, кто прижмёт меня к себе, глубже, чем я когда-либо знала/Чья любовь похожа на родео, знает, как взять все под контроль». Она подробно рассказала о двойном значении текста, заявив, что речь идёт как об информировании мужчин о том, что она больше не будет обучать их, как с ней обращаться, так и о завершении её собственного личностного роста.

## Композиция
«Training Season» — это песня в стиле диско-поп с влиянием евродиско. Ее также характеризуют как поп-песню. В песне используется хук, дискотечный бит и гитарные синкопы.
Отдельные ее моменты вызывали сравнения с творчеством шведской группы ABBA: фортепианная линия в «Dancing Queen» (1976), мелодия с ближневосточным влиянием в «Gimme! Gimme! Gimme! Gimme! (A Man After Midnight)» (1979) и «Voulez-Vous» (1979), а ее мощь — с «Lay All Your Love on Me» (1981).

## Отзывы
После выхода песни музыкальные критики положительно отозвались о «Training Season» и отметили, что у нее есть коммерческий потенциал. Джейсон Липшутц из Billboard включил песню в пятничный музыкальный гид журнала, который предсказывает музыку, которая будет набирать популярность в плейлистах, а Pitchfork включил ее в свой плейлист Selects. Алекс Гонсалес из Uproxx назвал песню «задорным бопом», который потенциально может стать «женским гимном лета 2024 года», а Стеффани Ванг из Nylon считает ее одним из лучших синглов Липы за последнее время.
Мэри Сироки из Consequence написала, что звучание песни в стиле диско-поп напоминает о «Houdini», а её «сосредоточенный, уверенный в себе текст» — о её сингле 2017 года «New Rules».
Критики прокомментировали «Training Season» и другие синглы в контексте остального альбома Radical Optimism. По их мнению, песни имеют схожее клубное и запоминающееся производство, что формирует сегмент альбома, наиболее подходящий для вечеринок. Лиза Райт из DIY считает, что они представляют собой более напористый и «внеурочный» сегмент Radical Optimism, который в остальном сосредоточен на бурных романтических переживаниях, а Стивен Дж. Горовиц считает, что они усиливают мимолетность и хорошее настроение альбома. Джо Маггс из The Arts Desk высоко оценил авторство песен и считает, что синглы звучат так же, как и другие работы Липы. Лаура Снейпс из Pitchfork считает, что песня имеет загроможденное производство, которое могло бы использовать больше пространства для дыхания, что, по ее мнению, типично для работ Паркера.
Некоторые другие критики положительно оценили композицию «Training Season». Эйми Филлипс из Clash считает, что «биты [стали] более темными, текстурированными и сексуальными, [и] в текстах появилось больше смысла, что возвращает нас к образу сильной и уверенной в себе поп-звезды, который Дуа Липа уже давно изображает». Джем Асвад из Variety считает, что влияние ABBA изначально было приглушенным, но позже оно стало заметно по фортепианным переливам, которые образуют «лучший вид трибьюта: ничего неприкрытого, но лукавое, веселое подмигивание фанатам, которые это замечают». Рания Анифтос из Billboard поставила песню на седьмое место среди одиннадцати песен альбома, заявив, что «если текст недостаточно мотивирует, то грохочущий бас должен сделать свое дело».

### Годовые итоговые списки
| Публикация     | Список                     | Ранг | Ссылка |
| -------------- | -------------------------- | ---- | ------ |
| NME            | The 50 Best Songs of 2024  | 42   | [ 27 ] |
| Rolling Stone  | The 100 Best Songs of 2024 | 79   | [ 28 ] |
| Slant Magazine | The 50 Best Songs of 2024  | 31   | [ 29 ] |

## Музыкальное видео
Винсент Хейкок снял официальный клип на песню «Training Season», который был выпущен 15 февраля 2024 года вместе с песней. В нем Липа пьет кофе в кафе, озабоченно слушая несколько голосовых сообщений от бывших партнеров с извинениями и просьбами дать ей второй шанс. Она остается невозмутимой, понимая, что все окружающие ее мужчины пытаются произвести впечатление и завладеть ее вниманием. Липа начинает думать о том, что она ищет в женихе. Она остается сдержанной, когда они начинают кружиться и комната приходит в беспорядок. После выхода видео набрало более миллиона просмотров за первые 12 часов. София Виленски из Marie Claire оценила волосы Липы как «непринужденно красные, освещенные солнцем, которые выглядит естественно, как всегда».

## Живое исполнение
Дуа Липа открыла 66-ю ежегодную церемонию вручения премии «Грэмми», впервые исполнив «Training Season» вживую 4 февраля 2024 года в виде мэшапа с «Houdini» и «Dance the Night» (2023). Это предшествовало выходу сингла «Training Season». На ней был комбинезон из кожи и сетки с серебряными ремешками и сапоги на платформе до колена. Липа исполнил ее в качестве первой песни, танцуя на гигантском серебряном «jungle gym» (тренажёр «обезьяньи брусья» из металлических труб), который вращали одетые в кожу мускулистые мужчины-танцоры на заднем плане. В декорациях использовались голубые сценические огни и головокружительный фон из зеркал и пиротехники. Также была включена одна строчка из песни «Dance the Night», после чего она перешла к исполнению песни «Houdini» в центре сцены и исполнила танцевальную последовательность из клипа.
Он был хорошо принят зрителями.
Бриттани Спанос из Rolling Stone считает, что выступление было отличным способом открыть шоу, а некоторые другие высоко оценили хореографию. Гонсалес и Алекс Хоппер из American Songwriter положительно отозвались о танцорах-мужчинах, причем последний включил выступление в тройку своих любимых концертных моментов Липы. Сангхамитра Чаттерджи из The Telegraph (India) и Мэтью Хафф из Parade включили ее в число самых ярких выступлений вечера, тогда как Патрик Райан из USA Today поставил ее на девятое место среди двенадцати выступлений
2 марта Липа открыла церемонию Brit Awards 2024, исполнив песню «Training Season» в облегающих черных кожаных шортах со шнуровкой спереди, черном бюстгальтере в обрезанной кожаной куртке и высоких шнурованных ботинках на толстом каблуке. Она также надела несколько слоев ожерелий из серебряных цепочек и сверкающие кольца. Липа начала петь одна, но во время второго куплета сверху спустились бэктанцоры и исполнили в воздухе акробатические трюки, вдохновленные Цирком дю Солей. После бриджа песни два воздушных танцора схватили ее за руки, подняли с земли, и она левитировала в воздухе. По мнению критиков, выступление покорило публику, а Флисадам Пойнтер из Uproxx считает, что движения воздушного танца были впечатляющими, а Липа продемонстрировала выносливость.

## Чарты
| Чарт (2024)                                | Высшая позиция |
| ------------------------------------------ | -------------- |
| Австралия (ARIA)                           | 12             |
| Австрия (Ö3 Austria Top 40)                | 23             |
| Бельгия/Фландрия (Ultratop 50)             | 7              |
| Бельгия/Валлония (Ultratop 50)             | 4              |
| Бразилия (Brasil Hot 100)                  | 61             |
| Канада (Billboard Canadian Hot 100)        | 11             |
| Канада (Billboard AC)                      | 19             |
| Канада (Billboard CHR/Top 40)              | 21             |
| Канада (Billboard Hot AC)                  | 14             |
| Чили (Monitor Latino)                      | 12             |
| СНГ (TopHit)                               | 1              |
| Хорватия (HRT)                             | 7              |
| Чехия (Singles Digitál Top 100)            | 29             |
| Дания (Tracklisten)                        | 21             |
| Сальвадор (Monitor Latino)                 | 19             |
| Финляндия (Suomen virallinen lista)        | 40             |
| Франция (SNEP)                             | 17             |
| Германия (GfK)                             | 25             |
| Мир (Billboard Global 200)                 | 6              |
| Греция (IFPI)                              | 2              |
| Венгрия (Rádiós Top 40)                    | 4              |
| Венгрия (Single Top 40)                    | 21             |
| Ирландия (IRMA)                            | 6              |
| Италия (FIMI)                              | 51             |
| Япония Hot Overseas (Billboard Japan)      | 4              |
| Латвия (LAIPA)                             | 1              |
| Литва (AGATA)                              | 12             |
| Люксембург (Billboard)                     | 10             |
| Нидерланды (Dutch Top 40)                  | 8              |
| Нидерланды (Single Top 100)                | 20             |
| Новая Зеландия (Recorded Music NZ)         | 10             |
| Норвегия (VG-lista)                        | 14             |
| Парагвай (Monitor Latino)                  | 8              |
| Польша (Polish Airplay Top 100)            | 4              |
| Польша (Polish Streaming Top 100)          | 19             |
| Португалия (AFP)                           | 21             |
| Россия (TopHit)                            | 1              |
| Россия (Airplay, TopHit)                   | 2              |
| Сингапур (RIAS)                            | 20             |
| Словакия (Rádio — Top 100)                 | 4              |
| Словакия (Singles Digitál Top 100)         | 12             |
| Республика Корея BGM (Circle)              | 58             |
| Республика Корея (Download, Circle)        | 54             |
| Швеция (Sverigetopplistan)                 | 15             |
| Испания (PROMUSICAE)                       | 32             |
| Швеция (Sverigetopplistan)                 | 15             |
| Швейцария (Schweizer Hitparade)            | 15             |
| Великобритания (OCC UK Singles)            | 4              |
| Украина (Airplay, TopHit)                  | 40             |
| США (Billboard Hot 100)                    | 27             |
| США (Billboard Adult Pop Airplay)          | 17             |
| США (Billboard Hot Dance/Electronic Songs) | 2              |
| США (Billboard Pop Airplay)                | 16             |

## Сертификации
| Регион                                                                      | Сертификация  | Продажи |
| --------------------------------------------------------------------------- | ------------- | ------- |
| Австралия (ARIA)                                                            | 2× Платиновый | 140 000 |
| Бельгия (BEA)                                                               | Платиновый    | 40 000  |
| Канада (Music Canada)                                                       | 2× Платиновый | 160 000 |
| Дания (IFPI Danmark)                                                        | Золотой       | 45 000  |
| Франция (SNEP)                                                              | Бриллиантовый | 333 333 |
| Италия (FIMI)                                                               | Платиновый    | 100 000 |
| Новая Зеландия (RMNZ)                                                       | Платиновый    | 30 000  |
| Польша (ZPAV)                                                               | Платиновый    | 50 000  |
| Португалия (AFP)                                                            | Платиновый    | 10 000  |
| Испания (PROMUSICAE)                                                        | Платиновый    | 60 000  |
| Швейцария (IFPI Switzerland)                                                | Золотой       | 15 000  |
| Великобритания (BPI)                                                        | Платиновый    | 600 000 |
| Данные о продажах + прослушиваниях приведены только на основе сертификации. |               |         |

## История релиза
| Регион         | Дата            | Формат                     | Версия       | Лейбл  | Ссылка                  |
| -------------- | --------------- | -------------------------- | ------------ | ------ | ----------------------- |
| Мир            | 15 февраля 2024 | Цифровые загрузки стриминг | Оригинальная | Warner | [ 1 ]                   |
| Европа         | 16 февраля 2024 | 7" кассета CD              | Оригинальная | Warner | [ 127 ] [ 128 ] [ 129 ] |
| Великобритания | 16 февраля 2024 | 7" кассета CD              | Оригинальная | Warner | [ 130 ] [ 131 ] [ 132 ] |
| США            | 16 февраля 2024 | 7" кассета CD              | Оригинальная | Warner | [ 133 ] [ 134 ] [ 135 ] |
| Австралия      | февраль 2024    | 7" кассета CD              | Оригинальная | Warner | [ 136 ] [ 137 ] [ 138 ] |